# Одрживи развој Србије: Наша заједничка будућност
Одрживи развој Србије : наша заједничка будућност : национална стратегија одрживог развоја је научна монографија коју је припремио Кабинет потпредседника Владе за европске интеграције, а уредила Даринка Радојевић, објављена 2009. године у издању Министарства за науку и технолошки развој и суиздавача Кабинета потпредседника Владе за европске интеграције из Београда.

## О књизи
Монографија је објављена у оквиру пројекта "Стратегија одрживог развоја Републике Србије".
Године 2007. у Кабинету потпредседника Владе формирана је Група за одрживи развој. Тада је било потребно донети Стратегију одрживог развоја Србије, помирити различите погледе на стратешки развој Србије у наредних десет година. Књига Одрживи развој Србије : наша заједничка будућност : национална стратегија одрживог развоја је документ који представља први корак у намери да Србија буде развијена у три области, а то су екологија, економија и социјална политика.
Стратегија одрживог развоја Србије зато почива на три стуба:
- бризи за животну средину,
- економији заснованој на знању, и
- социјалној солидарности.

У процесу доношења стратегије која је у монографији приказана учествали су многи - десетине српских експерата, представници привреде, локална самуправа и невладине организације, јавне личности и новинари који су промовисали процес настанка, као и суграђани који су гледајући у будућност своје деце сви заједно правили прве кораке на овом веома важном послу. Међу свима њима су и пријатељи из Програма за развој УН (УНДП) и Шведске агенције за међународну развојну сарадњу (Сида) који су помогли пројекат.